# 真田将太朗
真田 将太朗（さなだ しょうたろう、2000年〈平成12年〉12月9日 - ）は、日本の画家、研究者。兵庫県西宮市出身。東京藝術大学美術学部卒業後、東京大学大学院 学際情報学府 修士課程 在学。株式会社SANADA WORKS 代表取締役社長。YouTubeブループ Artoone!のメンバー。

## 人物
人工知能を用いた美学と工学の領域横断的研究を行い、創作過程における人間の創造性を探求している。東京藝術大学在学中に藝大アートプラザ賞を受賞し、その後Art Olympia 2022、東京藝術大学アートフェス優秀賞、ベストデビュタントオブザイヤー2025を受賞。2023年にはJR長野駅構内に常設絵画を制作。以降、台湾新光三越、GINZA SIX 銀座 蔦屋書店、Terrada Art Complex Tokyo International Galleryなどで個展を開催し、Osaka Art & Design 2025では阪急阪神グループのメイン作家として企画個展を担当。その他に公共施設壁画やストリートピアノの装飾、神社への奉納画、レーシングドライバー 太田格之進のヘルメットのデザインなどを手掛ける。

## 経歴
物心がついた頃から絵を描く事を好み、近所で油絵を学んだり、図鑑の模写などをして幼少時代を過ごす。
甲陽学院中学校・高等学校に通い京都大学への進学を目指していたが、高校3年時に絵を描く活動をして生きたいと考え、東京藝術大学へ進学先を変える。
2020年
- 4月　東京藝術大学美術学部芸術学科 入学

2021年
- 1月　第15回 藝大アートプラザ大賞 入選[18]
- 9月　東京藝術大学学園祭「藝祭」実行委員長を務める[19][20]

2022年
- 1月　第16回 藝大アートプラザ大賞 アートプラザ賞受賞[21]
- 2月　東京藝大アートフェス2022 選出[2]
- 5月　第1回 個展『from』開催[22]
- 7月　ART OLYMPIA 2022 入賞[23][24][25]

2023年
- 1月　第17回 藝大アートプラザ大賞 入選[2]

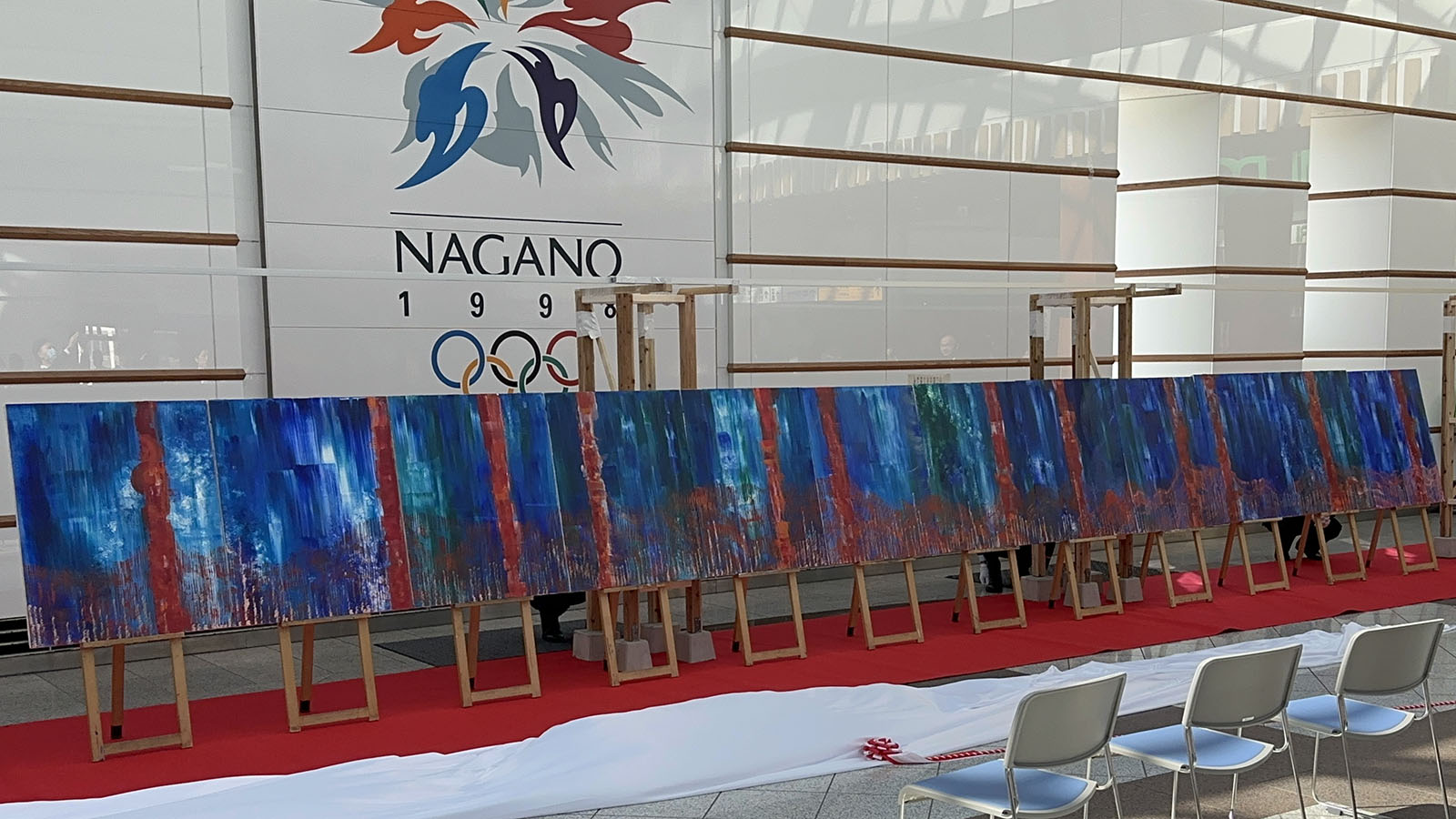
「連景十二柱」

- 1月　第32回 全日本アートサロン絵画大賞 入選[2]
- 2月　第2回 個展『ACROSS』 開催[26]
- 3月　＋ART GALLERY『Arts Students STARS』 選出[27]
- 8月　Google Japan『Z世代と描く Google Color Art! ～Part 1～』 選出[28]
- 8月　寺田倉庫 『WHAT CAFE EXHIBITION vol.28』 展示[29][30]
- 9月　＋ART GALLERY『Arts Students STARS vol.2』 選出[31]
- 10月　社会人キャリア講座：丸の内プラチナ大学(三菱地所協力)、アートフルライフコースのゲスト講師を務める[32]
- 10月　JR長野駅新幹線改札内 待合室上部に作品『連景十二柱』 常設展示[33][34][35][36]
- 10月　株式会社アラヤと『新しい絵画制作体験。〜AIとの競争と共創〜』として生成AIとのライブペイントを披露[37][38]
- 12月　東京藝大アートフェス2023 優秀賞[39]
- 12月　株式会社アラヤとAIカメラアプリ『ExpAInter』を共同開発[40]

2024年
- 1月　CCCアートラボ『ART SESSION by 銀座 蔦屋書店 NEW YEAR PARTY』 展示[41]
- 1月　第18回 藝大アートプラザ・アートアワード 入選[2]
- 2月　卒論公演 『"Appendix"』 開催[42]
- 3月　超異分野学会2024 東京・関東大会「テーマ：デジタルアーティスト」で山形大学賞を受賞[43][注釈 1]
- 3月　ART FOR THOUGHT『AFT Market』 展示[44]
- 3月　Laurus International School of Science『STEAM Fair 2024』にて『Let's paint a picture with Generative AI』 展示・ワークショップ開催[45][注釈 2]
- 3月　東京藝術大学美術学部芸術学科 卒業[2][4]
- 3月　第3回 個展『OVER』開催[4]
- 4月　東京大学大学院 学際情報学府 学際情報学専攻 先端表現情報学コース 修士課程 入学[2][4]
- 4月　大谷舞1stソロシングル『zero』 アートワーク提供[46]
- 4月　長野県中野市 中野市関係人口創出拠点施設『ZENYA』 滞在制作[47][48]
- 5月　台湾『NIGHT ART FAIR TAIPEI』 展示・ライブペイント[49]
- 6月　JR上野駅構内レストラン「ブラッスリー・レカン（現：The Arts Fusion by L'écrin）」 常設壁画作品制作・ライブペイント[50][51]
- 7月　公益財団法人クマ財団 8期奨学生 採択[52][53]
- 7月　第4回 個展『Process Landscape』 開催（GINZA SIX内 銀座 蔦屋書店）[54][55]
- 7月　阪急メンズ大阪「Born New Art in OSAKA」展示[56]
- 8月　映画『愛に乱暴』インスピレーション絵画 特別展示[57]
- 10月　長野県下高井郡カフェ「SORA terrace cafe」『雲海Live Paint』ライブペイント[58]
- 10月　JR長野駅『長野駅鉄道の日イベント 2024』ライブペイント[59][60]
- 10月　藝大アートプラザ「Beautiful Foolishness ~遊びをせんとや生まれけむ」展示[61][62]
- 10月　京都髙島屋S.C.『ART SESSION by 京都 蔦屋書店』 展示[63][64]
- 11月　東京大学制作展2024『付いて離れて』 展示[65][66]
- 12月　寺田倉庫『WHAT CAFE EXHIBITION vol.39 Emerging Directors & Curators U40』 展示[67][68]

2025年
- 1月　日本科学未来館 研究者トーク＆実験デモ見学『最新テクノロジーをやわらかくする!?』 登壇[69]
- 1月　公益財団法人クマ財団 KUMA experiment 2024-25 vol.5 『線的時間の面的再現』 展示[70]
- 2月　東京大学筧康明研究室xlab『xlab Showcase 2025 "We Matter ー わたしたちマテリアル"』 展示[71][72]
- 3月　第5回 個展『BETWEEN： Landscape and You』（Tokyo International Gallery）開催[73]
- 3月　第21回 ベストデビュタント賞 「映像・グラフィック・アート部門」受賞[74]
- 3月　Empathy Gallery『EPHEMERAL VISTAS 儚き景色』展示[75]
- 3月　藝大アートプラザ『カニササレ×真田将太朗』開催[76][77]
- 3月　渋谷パルコ『「SHIBUYA STUDIO」 -ArtSticker 5th anniversary-』展示・公開制作[78]
- 5-6月　JR上野駅構内レストラン「The Arts Fusion by L'écrin」常設壁画作品制作・ライブペイント[79]
- 5月　第6回 個展『NEXT LANDSCAPE』開催・ライブペイント（阪急うめだ本店）[80][81][82]
- 6月　京都 パティストリー＆ショコラトリー「RAU」とのコラボレーション制作[83]
- 6月　スイスの時計メーカー オリスと『OrisTomo パートナーシップ』を締結[84]
- 6月　株式会社SANADA WORKS 代表取締役社長 就任[6]
- 7月　横浜そごう『ブレイク前夜 in YOKOHAMA』展示[85]
- 7月　公益財団法人クマ財団 9期奨学生 採択[86]
- 7月　第7回 個展『POINT OF VIEW』開催（GINZA SIX内 銀座 蔦屋書店 FOAM CONTEMPORARY）[87]
- 8月　阪急メンズ大阪『ArtSticker SELECTION』展示[88]

## 思想・創作理念と活動

### 哲学とアプローチ
- 「客観的な視点で風景は見るが、それを見てる身体は自分だけのもの。なので等身大の自分の目と感覚を通した風景を描いている」と語る[89]。
- 自身の作品を「すごく傲慢な心象風景に近いと思う」と語り、「写真や写実画のように「○○の風景だな」とすぐに分からなくても良い」とも語る[89]。
- 自然でも街中でも風景は下から上に伸びて出来上がると考え、「時間性や重力性をその風景の前に立つ感覚を表現できたら」と語る[89]。
- 抽象画を選んだ理由は「明確な絵を描いても、どんなイメージを持つかは相手次第。ならば自分の中の概念をとことん抽象的に描き、相手がどんなイメージを持つかに興味を向けたい」との考えから来ている[15]。

### 作品制作のプロセス
- 構想段階では、テーマを設定後の概念や知識を文章化等に長い時間をかけ、時には数ヶ月かける場合もある[15]。
- 自分が描いたスケッチや写真等の取材した風景を元に、こういう要素がここにあったら気持ちいいだろうと予め完成形の構図や色彩を設計図に起こして描いている[89]。
- その反面で実制作が短く、2023年2月のライブペイント時は100号キャンバス(130cmx162com)を30分で完成させた実績がある[90][91]。

### 制作の特徴と意図
- 主に油画やアクリル画の平面作品を制作し、現在は抽象画が中心となっている[15]。
- 制作ではインパクトを意識し、色彩や構図だけでなく額縁等も含めて最大限にインパクトが出る計算を行う[15]。
- キャンバスに対して垂直方向にストロークを流すことで、時間性や重力性を表現している[89]。
- 「概念化というより割とデザイン的な視点を持って作り上げている」と語る[89]。

### 技術と創造性への展望
- 絵の具、鏡、カメラの発明・発展が絵画の表現自体を後押した歴史があり、次は人工知能（AI）だと考えている[89]。
- 「絵画を描きながら新しい絵画を描く人間独自の創造性の原点の様なものを発見したい」と語る[89]。

## 家系
- 戦国武将 真田幸村（真田信繁）直系の末裔に当たる[33]。
- 曽祖父は扇興運輸商事株式会社（現：センコーグループホールディングス株式会社）第2代社長眞田南海夫[92]。

## 出演・掲載

### 新聞
- 『多様な色彩で曲を表現　気鋭の画家・真田将太朗が神奈川フィルとコラボ』（神奈川新聞、2025年6月3日 5面）[93]
- 『幸村末裔 大阪を表現』（読売新聞、2025年6月5日 20面）

### 雑誌
- 『「未来のかけら：科学とデザインの実験室」が開催中。画家・真田将太朗はこの企画展をどう見る？』（BRUTUS、2024年5月15日号 124-125頁）[94]
- 『窓から読み解く絵画の空間学』（BRUTUS、2024年11月1日号 66-69頁）[95][96]
- 『注目を集める若き画家・真田将太朗。生成AIの進化を受けて再考する、創造性と「絵を描く」という欲求の根源』（Pen、2024年12月号 122頁）[8]
- 『明日を生きるための映画。』（&Premium、2025年2月号 49頁）[97]
- 『大阪のアート』（ARTcollectors'、2025年6月号 75頁）[98]
- 『若きクリエイター集団が、大阪で受けた創作への刺激』（Pen、2025年9月号 106-109頁）[99]

### テレビ
- 『ブレイク前夜』（BSフジ、2024年3月26日）[89][100]
- 『さんまの東大方程式』（フジテレビ、2024年8月24日）[101]
- 『阿佐ヶ谷アパートメント』（NHK Eテレ、2025年1月18日）[102]
- 『プラチナファミリー 華麗なる一家をのぞき見＆石原良純のニッポン飛んで見た。合体SP』（テレビ朝日、2025年6月3日）[103][104]

### ラジオ
- 『木曜乱離骨灰』パーソナリティ(かわさきFM、2024年10月17日〜）[105]
- 『THE G.O.A.T.』ゲスト（TOKYO FM他、2025年3月20日）[106]

### 配信
- 『目には見えない美術館』金曜日館長（Artistspoken、2025年8月8日〜）[107]

### Webメディア
- 『アートなのにバズってる！ 全員が藝大出身のクリエイター集団「アートゥーン！」とは何者？』（Pen Online、2025年4月9日）[108][注釈 3]
- 『東京藝術大学出身クリエイター集団 「アートゥーン！」に初インタビュー 芸術をYouTubeで発信する意味』（リアルサウンド、2025年5月5日）[109][注釈 3]